# Saint-Avaugourd-des-Landes
Saint-Avaugourd-des-Landes est une commune française, située dans le département de la Vendée en région Pays de la Loire.

## Géographie

### Description
Saint-Avaugourd-des-Landes est un bourg du Bas Bocage vendéen
Le territoire communal de Saint-Avaugourd-des-Landes s'étend sur 2 087 hectares. L'altitude moyenne de la commune est de 67 mètres, avec des niveaux fluctuant entre 35 et 77 mètres,.

### Communes limitrophes
Les communes limitrophes sont Avrillé, Le Bernard, La Boissière-des-Landes, Moutiers-les-Mauxfaits, Nieul-le-Dolent, Poiroux et Saint-Vincent-sur-Graon.

### Climat
Pour des articles plus généraux, voir Climat des Pays de la Loire et Climat de la Vendée.
En 2010, le climat de la commune est de type climat océanique franc, selon une étude du CNRS s'appuyant sur une série de données couvrant la période 1971-2000. En 2020, Météo-France publie une typologie des climats de la France métropolitaine dans laquelle la commune est exposée à un climat océanique et est dans la région climatique  Bretagne orientale et méridionale, Pays nantais, Vendée, caractérisée par une faible pluviométrie en été et une bonne insolation. 
Pour la période 1971-2000, la température annuelle moyenne est de 12,4 °C, avec une amplitude thermique annuelle de 13,4 °C. Le cumul annuel moyen de précipitations est de 831 mm, avec 12,4 jours de précipitations en janvier et 6,4 jours en juillet. Pour la période 1991-2020, la température moyenne annuelle observée sur la station météorologique de Météo-France la plus proche, sur la commune d'Angles à 13 km à vol d'oiseau, est de 13,2 °C et le cumul annuel moyen de précipitations est de 869,3 mm,. Pour l'avenir, les paramètres climatiques de la commune estimés pour 2050 selon différents scénarios d'émission de gaz à effet de serre sont consultables sur un site dédié publié par Météo-France en novembre 2022.

## Urbanisme

### Typologie
Au 1er janvier 2024, Saint-Avaugourd-des-Landes est catégorisée commune rurale à habitat dispersé, selon la nouvelle grille communale de densité à sept niveaux définie par l'Insee en 2022.
Elle est située hors unité urbaine. Par ailleurs la commune fait partie de l'aire d'attraction de La Roche-sur-Yon, dont elle est une commune de la couronne,. Cette aire, qui regroupe 45 communes, est catégorisée dans les aires de 50 000 à moins de 200 000 habitants,.

### Occupation des sols
L'occupation des sols de la commune, telle qu'elle ressort de la base de données européenne d’occupation biophysique des sols Corine Land Cover (CLC), est marquée par l'importance des territoires agricoles (87,1 % en 2018), en diminution par rapport à 1990 (94,8 %). La répartition détaillée en 2018 est la suivante : 
prairies (37,5 %), terres arables (24,7 %), zones agricoles hétérogènes (23,1 %), forêts (9,9 %), zones urbanisées (3 %), cultures permanentes (1,8 %). L'évolution de l’occupation des sols de la commune et de ses infrastructures peut être observée sur les différentes représentations cartographiques du territoire : la carte de Cassini (XVIIIe siècle), la carte d'état-major (1820-1866) et les cartes ou photos aériennes de l'IGN pour la période actuelle (1950 à aujourd'hui).

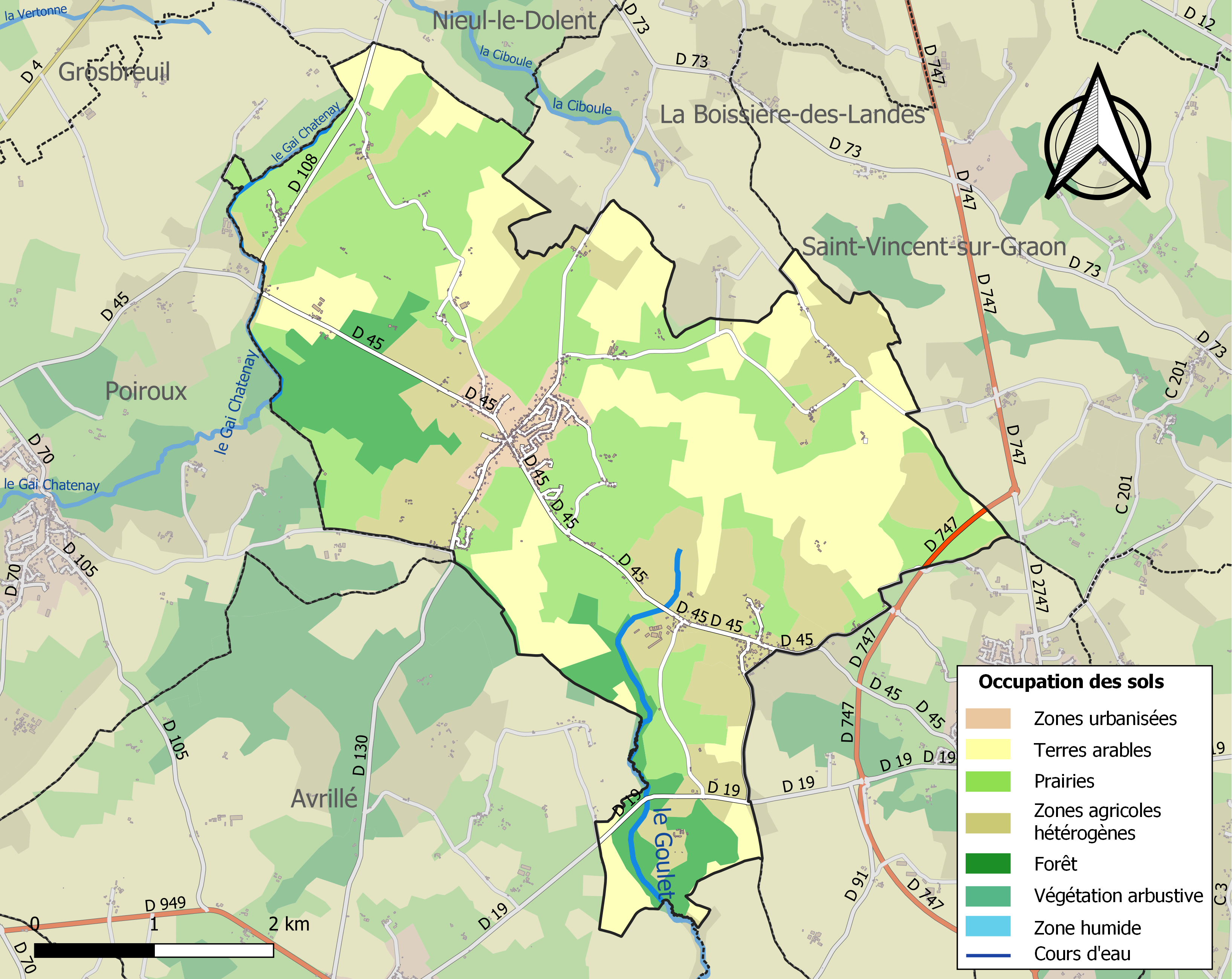
Carte des infrastructures et de l'occupation des sols de la commune en 2018 (CLC).

### Habitat et logement
En 2018, le nombre total de logements dans la commune était de 570, alors qu'il était de 545 en 2013 et de 485 en 2008.
Parmi ces logements, 77,7 % étaient des résidences principales, 19,9 % des résidences secondaires et 2,4 % des logements vacants. Ces logements étaient pour 99,3 % d'entre eux des maisons individuelles et pour 0,2 % des appartements.
Le tableau ci-dessous présente la typologie des logements à Saint-Avaugourd-des-Landes en 2018 en comparaison avec celle de la Vendée et de la France entière. Une caractéristique marquante du parc de logements est ainsi une proportion de résidences secondaires et logements occasionnels (19,9 %) inférieure à celle du département (24,2 %) mais supérieure à celle de la France entière (9,7 %). Concernant le statut d'occupation de ces logements, 80,7 % des habitants de la commune sont propriétaires de leur logement (79,9 % en 2013), contre 72,1 % pour la Vendée et 57,5 % pour la France entière.
| Typologie                                               | Saint-Avaugourd-des-Landes | Vendée | France entière |
| ------------------------------------------------------- | -------------------------- | ------ | -------------- |
| Résidences principales (en %)                           | 77,7                       | 70,7   | 82,1           |
| Résidences secondaires et logements occasionnels (en %) | 19,9                       | 24,2   | 9,7            |
| Logements vacants (en %)                                | 2,4                        | 5,1    | 8,2            |

## Toponymie
La commune est ainsi nommée en l'honneur de la baronnie bretonne d'Avaugour (de Vaubourg).
Durant la Révolution française, la commune porte le nom de Les Palières.
Le « d » à Avaugourd a été ajouté récemment. On lit par exemple dans les écrits de Ferdinand Baudry (abbé et archéologue Vendéen - 1810-1880) : Saint-Avaugour-des-Landes.

## Politique et administration

### Liste des maires
| Période                                  | Période                        | Identité        | Étiquette | Qualité |
| ---------------------------------------- | ------------------------------ | --------------- | --------- | --- |
| Les données manquantes sont à compléter. |                                |                 |           | |
| mars 1977                                | mars 2014                      | Serge Pournin   | PS        | Technicien supérieur des travaux publics de l’État |
| mars 2014                                | mai 2022                       | Éric Adrian     | DVD       | Chef d'entreprise Vice-président de la CC Vendée-Grand-Littoral ( ? → 2022) Conseiller départemental de Mareuil-sur-Lay-Dissais (2021 → 2022) Mort en fonction |
| août 2022,                               | En cours (au 16 décembre 2022) | Alain Rochereau |           | Artisan plombier |

## Population et société

### Démographie

#### Évolution démographique
L'évolution du nombre d'habitants est connue à travers les recensements de la population effectués dans la commune depuis 1793. Pour les communes de moins de 10 000 habitants, une enquête de recensement portant sur toute la population est réalisée tous les cinq ans, les populations de référence des années intermédiaires étant quant à elles estimées par interpolation ou extrapolation. Pour la commune, le premier recensement exhaustif entrant dans le cadre du nouveau dispositif a été réalisé en 2004.

En 2022, la commune comptait 1 166 habitants, en évolution de +10,1 % par rapport à 2016 (Vendée : +5,33 %, France hors Mayotte : +2,11 %).
| 1793 | 1800 | 1806 | 1821 | 1831 | 1836 | 1841 | 1846 | 1851 |
| ---- | ---- | ---- | ---- | ---- | ---- | ---- | ---- | ---- |
| 344  | 324  | 362  | 402  | 411  | 419  | 443  | 475  | 495  |

| 1856 | 1861 | 1866 | 1872 | 1876 | 1881 | 1886 | 1891 | 1896 |
| ---- | ---- | ---- | ---- | ---- | ---- | ---- | ---- | ---- |
| 546  | 618  | 668  | 708  | 737  | 766  | 792  | 843  | 880  |

| 1901 | 1906 | 1911 | 1921 | 1926 | 1931 | 1936 | 1946 | 1954 |
| ---- | ---- | ---- | ---- | ---- | ---- | ---- | ---- | ---- |
| 883  | 880  | 842  | 766  | 726  | 673  | 692  | 707  | 664  |

| 1962 | 1968 | 1975 | 1982 | 1990 | 1999 | 2004 | 2006 | 2009 |
| ---- | ---- | ---- | ---- | ---- | ---- | ---- | ---- | ---- |
| 606  | 567  | 434  | 496  | 590  | 656  | 770  | 820  | 928  |

| 2014  | 2019  | 2022  | - | - | - | - | - | - |
| ----- | ----- | ----- | - | - | - | - | - | - |
| 1 029 | 1 082 | 1 166 | - | - | - | - | - | - |

#### Pyramide des âges
En 2018, le taux de personnes d'un âge inférieur à 30 ans s'élève à 33,7 %, soit au-dessus de la moyenne départementale (31,6 %). À l'inverse, le taux de personnes d'âge supérieur à 60 ans est de 25,2 % la même année, alors qu'il est de 31,0 % au niveau départemental.
En 2018, la commune comptait 554 hommes pour 521 femmes, soit un taux de 51,53 % d'hommes, largement supérieur au taux départemental (48,84 %).
Les pyramides des âges de la commune et du département s'établissent comme suit.
| Hommes | Classe d’âge | Femmes |
| ------ | ------------ | ------ |
| 0,7    | 90 ou +      | 0,8    |
| 5,7    | 75-89 ans    | 5,3    |
| 18,1   | 60-74 ans    | 19,8   |
| 15,9   | 45-59 ans    | 18,3   |
| 23,8   | 30-44 ans    | 24,2   |
| 12,2   | 15-29 ans    | 10,5   |
| 23,5   | 0-14 ans     | 21,0   |

| Hommes | Classe d’âge | Femmes |
| ------ | ------------ | ------ |
| 0,8    | 90 ou +      | 2,2    |
| 8,7    | 75-89 ans    | 11,1   |
| 20,3   | 60-74 ans    | 21,3   |
| 20     | 45-59 ans    | 19,4   |
| 17,5   | 30-44 ans    | 16,8   |
| 15     | 15-29 ans    | 13,2   |
| 17,7   | 0-14 ans     | 16,1   |

### Cultes
Le bourg est rattaché pour le culte catholique à la paroisse Saint-Jacques du Val Graon.

## Culture locale et patrimoine

### Lieux et monuments
- Château de la Véquière (XVIe siècle)
- Château du Bois-Renard (XIXe siècle)
- Église Sainte-Walburge (XIXe siècle)

## Personnalités liées à la commune

### Héraldique
| Blason de Saint-Avaugourd-des-Landes | Blason  | D'argent au canard en vol de sinople posé en pal, à la champagne ondée d'azur, au chef de gueules. |
| Blason de Saint-Avaugourd-des-Landes | Détails | Le statut officiel du blason reste à déterminer.                                                   |

## Pour approfondir